# 山形市あかねケ丘陸上競技場

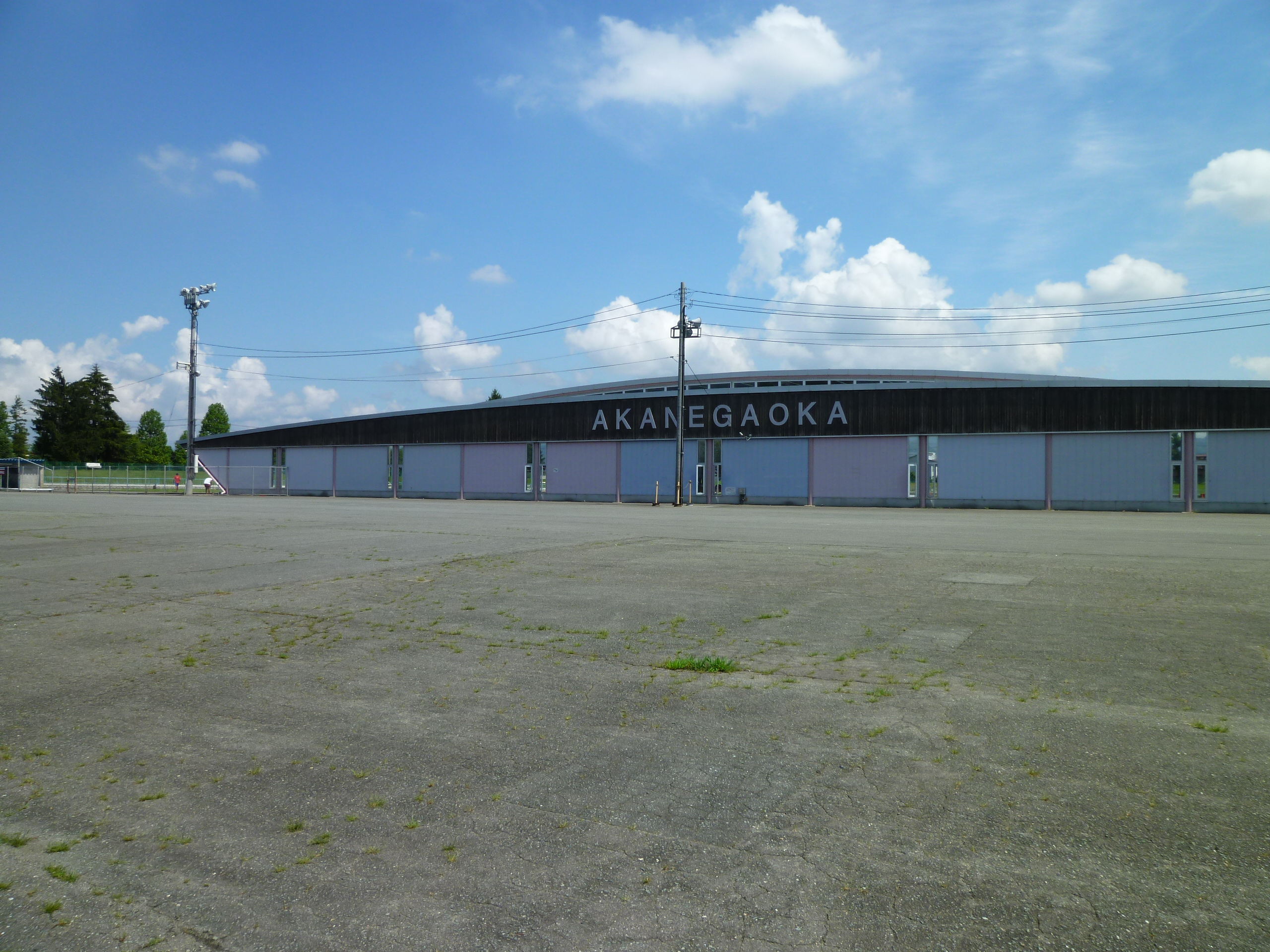
競技場外観（2011年8月）

山形市あかねケ丘陸上競技場（やまがたしあかねがおかりくじょうきょうぎじょう）は、山形県山形市にある陸上競技場。

## 概要
1972年8月に山形県を中心にして全国高等学校総合体育大会が開催されることが決定し、主会場となる山形市は山形県とともに、施設の整備促進に取り組むこととなった。この際陸上競技場に関しては、近代競技に必要な施設を持つグランドを新設することになり、市南部で土地区画整理事業が推進中であったあかねヶ丘に、山形県が約9億円が投じ、山形県あかねヶ丘陸上競技場を整備。1971年3月に竣工した。
2010年4月から指定管理者制度が導入され、2013年4月から公益財団法人山形市スポーツ協会が管理運営に当たる。
山形県や山形市の陸上大会、山形市内の高校の体育祭などに使用される。また、モンテディオ山形の練習場としても使われていた。所定の料金を支払えば一般の利用も可能である。
2021年山形県から山形市に引き継ぎ山形市あかねケ丘陸上競技場となる。
2022年4月1日ネッツトヨタ山形がネーミングライツを取得し愛称は「ネッツえがおフィールド」となった。

## 設備
- 竣工 - 1971年（昭和46年）3月
- 敷地面積 - 73,175.45m²
- グランド面積 - 24,279.08m²
- 種別 - 日本陸連第3種公認競技場
- トラック：400m×8レーン
- 照明設備：6基
- 収容人数：2,000人（芝生スタンド）
- 風除室：80m×6レーン

## 交通
- 山形駅より徒歩約20分、タクシー5分